# Luigi Tezza
Luigi "Luigino" Tezza, né le 11 mars 1935 à Quinto di Valpantena (Vénétie), est un coureur cycliste italien, professionnel de 1958 à 1961.

## Palmarès
- 1958
  - Trofeo Boldrini (avec Bruno Costalunga)
- 1959
  - Grand Prix Ceramisti

## Résultats sur les grands tours

### Tour d'Italie
4 participations
- 1958 : abandon
- 1959 : 51e
- 1960 : abandon (6e étape)
- 1961 : 88e